# Cliza
Cliza es una pequeña ciudad y municipio de Bolivia, capital de la provincia de Germán Jordán en el departamento de Cochabamba. El municipio comprende un área de 305 km², ubicado sobre una altitud promedio de 2.750 msnm. La temperatura media es de 25 °C. La cabecera municipal está ubicada a 37 km de la ciudad de Cochabamba.
Cuenta con una superficie total de aproximadamente 48,7 km²

## Historia

### Época precolonial
Durante el periodo precolombino, el valle de Cliza, conocido como “Sachchaa Mukku”, era la región donde habitaban diversos pueblos como los sapanas, los charcas, los aymaras, los quechuas, los t’ockos, etc. Antes que los Incas emprendieran la conquista del Jatun Kolla, este territorio era dominado por los caciques Ghari y Sapana, siendo esta última la más importante.
Los habitantes del valle de Sachcha Mukku tenían la cabellera larga, con una sola trenza, llamada sapana, hecho que hizo que esta gente fuera conocida con el nombre de Sapanas. Su fogosidad, audacia y rebeldía hizo que fueran conocidos como los “Lisas”, expresión que en quechua significa bravo, impulsivo, osado, batallador y belicoso.
Este sobrenombre de “Lisas”, dio lugar al surgimiento de un nuevo nombre para el valle de Sachcha Mukku, el cual tomó carta de ciudadanía después de la conquista del Tawantinsuyu por los españoles y cuando éstos preguntaban por el nombre de la tribu, los Quechuas que habitaban esta zona respondían que estaba poblada por los “Lisas”. Finalmente, más tarde, los conquistadores europeos convirtieron la palabra “Lisas” en Cliza, debido a modulaciones típicas del idioma.

### Época colonial
Posteriormente, en 1595, la Corona española otorgó una encomienda a Pedro Jiménez de Vargas, mediante la cual le cedía los terrenos del valle de Cliza. A su muerte las tierras pasaron a propiedad de la señora Francisca Vargas, su hija, quien en testamento cedió la finca con todos sus muebles e inmuebles para la fundación del Monasterio de Santa Clara. Este acontecimiento, determinó la formación de un poblado en la región del valle de Cliza.

### Época republicana
Después de la declaración de la independencia de Bolivia, el país fue organizado mediante decreto supremo del 23 de enero de 1826, quedando dividida en seis departamentos, con sus respectivas provincias, cantones y vice-cantones. Uno de los departamentos fue Cochabamba, el cual entre otras provincias comprendía a Cliza, con sus cantones Punata, Toco, Tiraque, Arani, San Benito, Palmar y la Villa de Tarata, capital de la provincia. Mediante un decreto supremo, dictado el 18 de junio de 1876 durante el gobierno de Hilarión Daza, la provincia de Cliza se dividió en dos provincias: Tarata y Punata, siendo la capital de la primera Villa de Tarata con los cantones Cliza, Toco, Paredón, Tolata y el vice cantón Izata.
Durante la presidencia de Eliodoro Villazón y mediante Decreto Ley del 21 de septiembre de 1912, Cliza, que era segunda sección municipal (municipio) de la provincia Tarata, fue instituida como provincia, quedando constituida por las siguientes secciones municipales: Cliza, como primera sección, Toco, como segunda y Tolata como tercera sección.
Posteriormente, mediante el Decreto Supremo del 24 de noviembre de 1914 se creó la primera sección municipal de la Provincia de Cliza, Cliza.
Por último, durante la presidencia del Cnl. Gualberto Villarroel, el 13 de noviembre de 1945, el nombre de la Provincia de Cliza fue sustituido por el de Tcnl. Germán Jordán, en honor al héroe nacional de la Guerra del Chaco, quedando el nombre de Cliza para la primera sección y capital de la provincia.

## División política
Cuando Cliza fue creada como Primera Sección Municipal, según Ley del 24 de noviembre de 1914, estaba dividida en cuatro cantones: Cliza, Chullpas, Huasacalle y Santa Lucía. Por la importancia que cobró Ucureña desde la Revolución de 1952 y a pesar de no contar con sustento legal, es considerado cantón. Desde el 2009 los cantones ya no son entidades administrativas subnacionales.

## Clima
El municipio de Cliza tienen un clima de tipo templado (Cwa). Según la clasificación climática de Koppen cuenta con las siguientes características: clima templado, con invierno seco, verano lluvioso y caluroso, con época seca y lluviosa definidas, con temperatura media anual igual o mayor a 18 °C, temperatura del mes más cálido mayor a 27 °C; precipitación anual entre 400 y 600 mm que ocurre entre los meses de noviembre y febrero.
La precipitación pluvial promedio de Cliza llega a 412 mm.
El municipio se encuentra a una altura promedio de 2.760 msnm.

## Geografía
El municipio de Cliza se encuentra ubicado en la parte central de la subregión del Valle Alto del Departamento de Cochabamba a 37 km de la ciudad de Cochabamba, la capital departamental. Es capital de la Provincia de Germán Jordán. Geográficamente está situada en los paralelos 17° 35’ 05” de latitud Sud, 65° 57’ 15” de longitud Oeste. 
El río más importantes es Cliza-Sulti perteneciente al sistema de cuencas del río Caine-Grande. 

## Demografía
De acuerdo con el censo boliviano de 2024, la población del municipio de Cliza es de 20 877 habitantes.
La población del municipio aumentó aproximadamente una cuarta parte entre 1992 y 2024, mientras que la población de la localidad ha aumentado en aproximadamente dos tercios entre 1992 y 2012:
| Año  | Habitantes (municipio) | Habitantes (localidad) | Fuente |
| ---- | ---------------------- | ---------------------- | ------ |
| 1992 | 17.509                 | 5.172                  | Censo  |
| 2001 | 19.992                 | 6.534                  | Censo  |
| 2012 | 21.743                 | 8.362                  | Censo  |
| 2024 | 20.877                 |                        | Censo  |

Se estima que su densidad demográfica es de 359 habitantes por km².
La pobreza en la provincia de Germán Jordán, según el mapa de pobreza de Bolivia de 1995, afecta al 84,5% de los hogares. La tasa de analfabetismo (población de 15 años y más), según el censo de 1992, es de aproximadamente 23,6%. La de los varones llega al 10,3% y de las mujeres al 33,8%. La población analfabeta se concentra más en las áreas rurales que en las urbanas, llegando a una cifra de 25,8% y 19,4%, respectivamente.
El Índice de Desarrollo Humano del municipio de Cliza, según la información del PNUD, es de 0,435, considerado en el nivel de desarrollo humano bajo del departamento.

## Economía
Cliza es catalogada como el municipio por excelencia de vocación producción agrícola, siendo un referente de larga tradición en la producción del maíz en una gama de variedad de calidades y tipos, representa un icono productivo en el Valle Alto, considerándose una región de alta potencialidad en la producción de la cadena del maíz y de la pecuaria menor.
Los estudios reflejados en el Plan de Ordenamiento Territorial dan cuenta de una potencialidad de uso agrícola que se extiende a una superficie de 52 km², de 68 km² que comprende la extensión superficial del municipio, siendo así que de acuerdo a estos datos el 76% de la superficie del municipio es apto para la agricultura intensiva. Su potencial se encuentra limitado por los bajos niveles de disponibilidad del recurso hídrico, sujetándose los niveles de productividad a la disponibilidad de este recurso de carácter temporal, a las precipitaciones estacionales, siendo este el indicador de la no existencia de una diversidad de especies productivas limitándose al cultivo de especies de ciclo corto como el maíz.

## Transporte
Cliza se encuentra a 41 kilómetros por carretera de la ciudad de Cochabamba, capital del departamento homónimo.
Desde Cochabamba, la carretera pavimentada Ruta 7 recorre 33 kilómetros al sureste hasta Tolata, y desde allí una carretera rural sin pavimentar recorre durante ocho kilómetros más al sur hasta Cliza y finalmente hasta Toco.

## Turismo

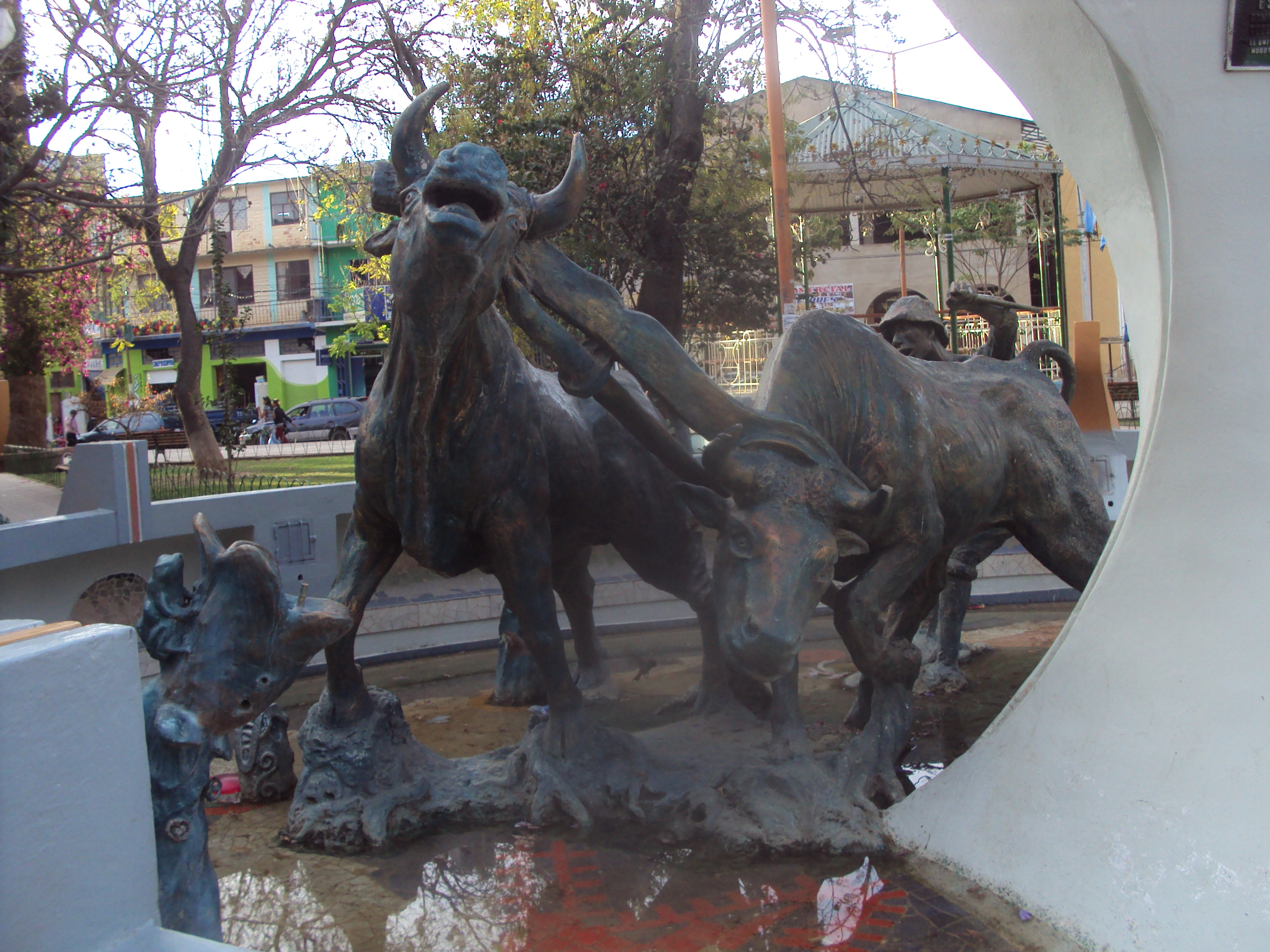
Estatuas de toros en la plaza principal de Cliza.

Las condiciones climáticas (templado), sus atractivos naturales (paisaje rural), históricos (ucureña y la historia oral de la revolución), actividades artesanales, comerciales y por su tradición musical y gastronómica (la feria del pichón, picana, chicha y otros) configuran un potencial para el desarrollo de actividades productivas, comerciales y de servicios vinculados al turismo. 
Así mismo, Cliza forma parte de los seis circuitos turísticos del departamento, que por su importancia y dinamismo dentro la actividad económica representa una potencialidad para el desarrollo de la economía municipal.